# Parafia św. Wawrzyńca w Sławsku
Parafia Świętego Wawrzyńca w Sławsku – parafia rzymskokatolicka, znajdująca się w diecezji włocławskiej, w dekanacie konińskim I.

## Kościoły
- kościół parafialny: Kościół św. Wawrzyńca w Sławsku